# Ingrid Schuhknecht

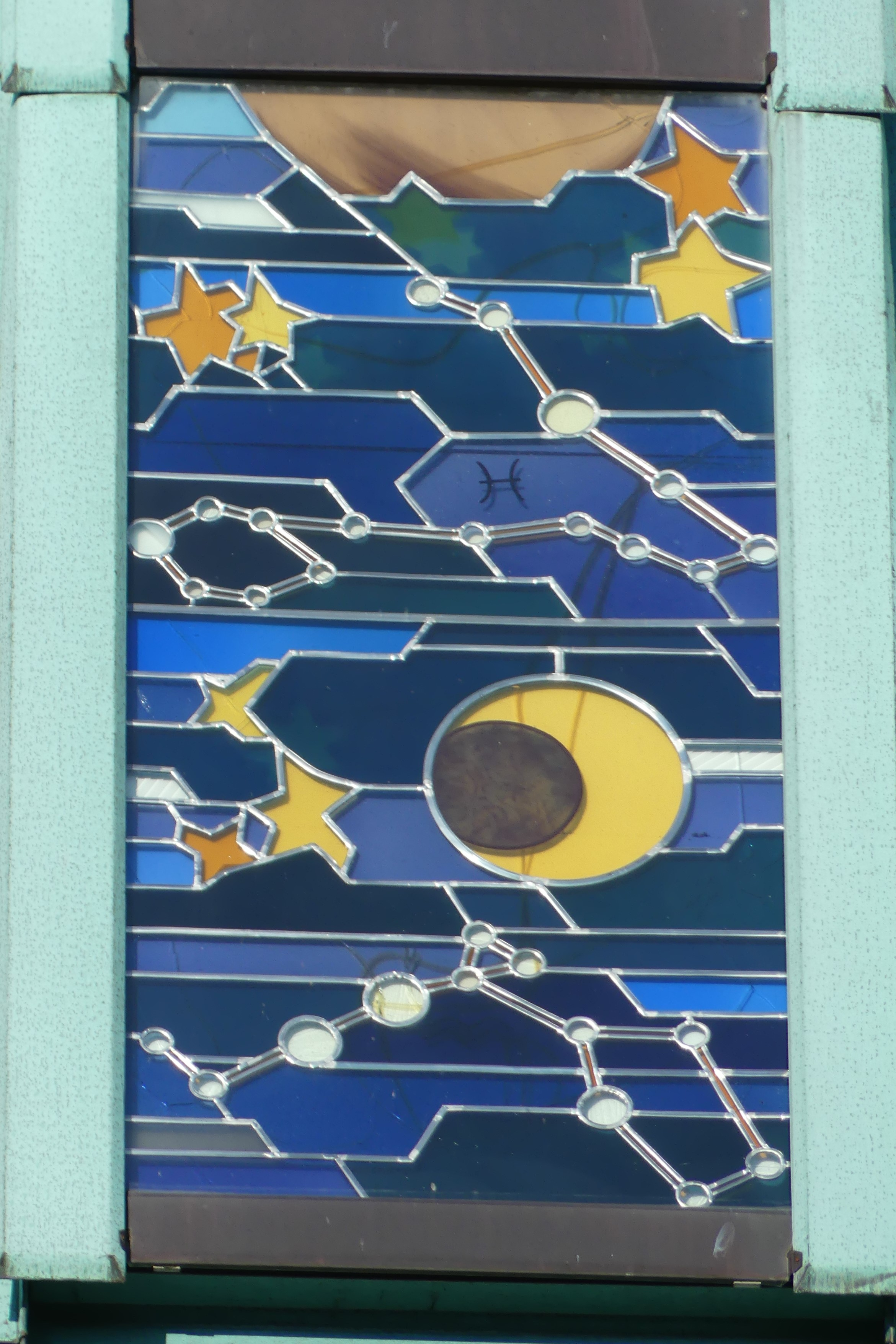
Glasfenster 4. Schöpfungstag in der ehemaligen Gerhard-Uhlhorn-Kirche in Hannover

Ingrid Schuhknecht (* 1950 in Dresden) ist eine deutsche Malerin und Glasmalerin.

## Leben
Die in der Nachkriegszeit in Dresden geborene Ingrid Schuhknecht erwarb in der seinerzeitigen DDR im Jahr 1972 den Titel als Ingenieur für chemische Technologie. Im selben Jahr begann sie mit der Malerei, wobei sie durch Experimente mit transparenten Folien zur Glasgestaltung angeregt wurde, speziell zur „Gestaltung mit Licht“. Von 1978 bis 2000 wirkte Schuhknecht als Glasmalerin in der Glasmalerei Schölzel sowie in der Mayerschen Hofkunstanstalt in München. In diesem Zeitraum schloss sie zeitweilig parallel dazu 1982 ihre Ausbildung zur Glasmalerin ab und begann 1987 als freischaffende Künstlerin mit eigenen Gestaltungsarbeiten.
Ihre handwerklich-künstlerischen Kompetenzen erweiterte Schuhknecht 2003 durch eine Ausbildung in der elektronischen Bildbearbeitung.
Neben der Gestaltung von Glas widmet sich die Künstlerin, Mitglied im Bund Bildender Künstler (BBK), immer auch der Malerei mit Öl- und Acrylfarben.
Seit 2012 wirkte Ingrid Schuhknecht als Dozentin für Glasmalerei bei der Glaserinnung und Handwerkskammer Berlin.

## Ausstellungen
Seit 1981 beschickte Ingrid Schuhknecht zahlreiche Ausstellungen mit ihren Arbeiten, darunter 2006 eine Einzelausstellung im Museumsdorf Glashütte. 2008 nahm sie an der Spektrale 3 in Luckau teil.

## Bekannte Werke (Auswahl)
- 1999: Farbige Kirchenfenster zur Illustration des zweiten bis sechsten Tages der Schöpfung in der Uhlhornkirche in Hannover-Linden.[2]